# Alfred Goetze
Gustav Alfred Goetze (* 28. Juli 1880 in Berlin; † 24. Juli 1960 in Braunschweig) war ein deutscher evangelischer Theologe, Pastor, Religionslehrer, Mitglied der Bekennenden Kirche, politischer Aktivist für den Erhalt der evangelischen Bekenntnisschulen, Oppositioneller im Dritten Reich und Opfer der NS-Diktatur.

## Leben

### Herkunft und Studium

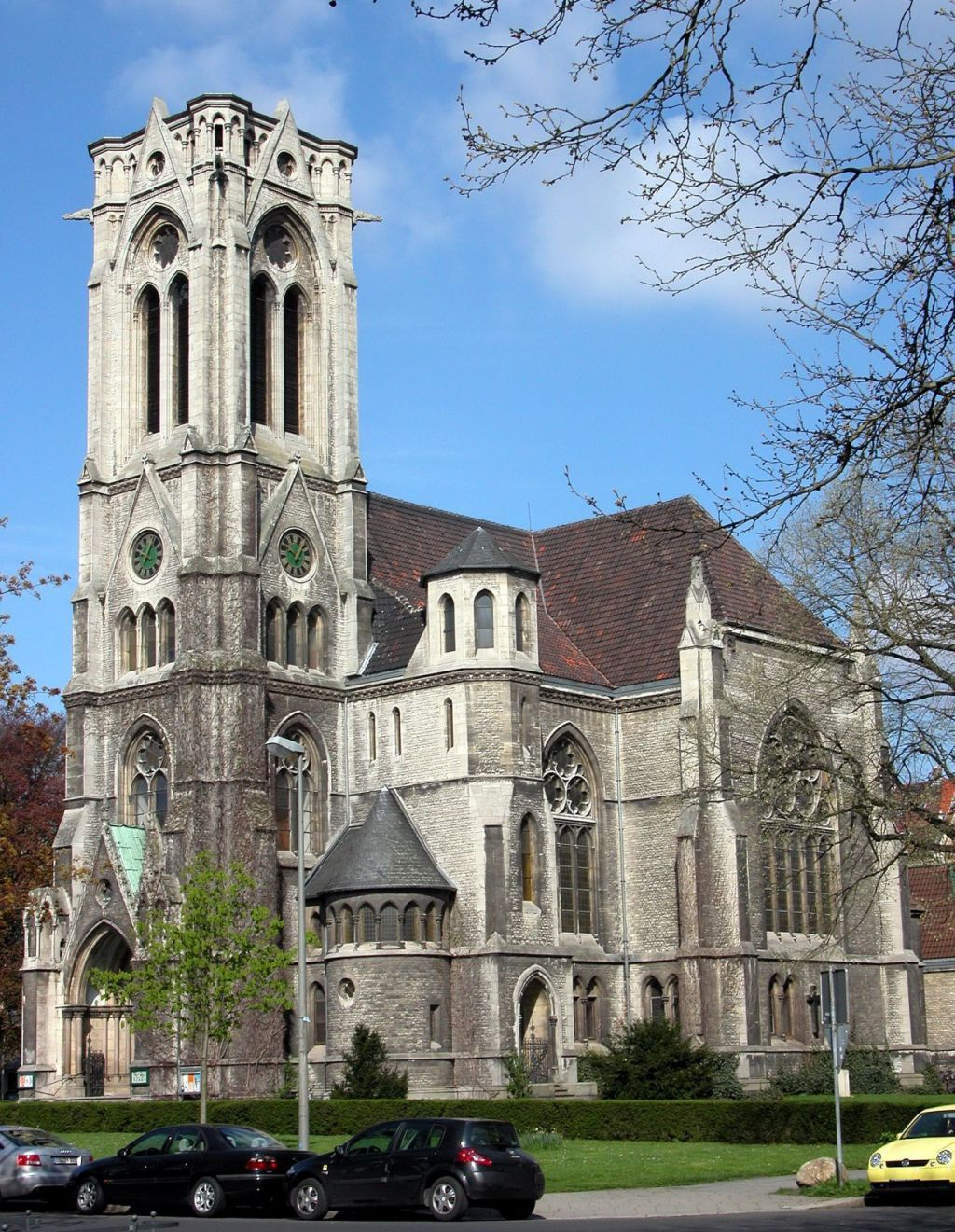
St.-Pauli-Kirche

Goetze war der Sohn des Textilfabrikanten Reinhold Goetze und dessen Ehefrau Therese (geb. Seldis). Die Mutter war in Ostpreußen geboren und entstammte einem ursprünglich jüdischen Elternhaus, war jedoch mit ihren Eltern zum Christentum übergetreten. Reinhold Goetze war Mitglied der National-Liberalen Partei, kaisertreu und ein Verehrer Otto von Bismarcks. Alfred Goetze wuchs in einem patriotisch und christlich geprägtem Umfeld auf und hatte schon früh den Wunsch, evangelische Theologie zu studieren und Pastor zu werden. Nach dem Abitur schrieb sich Goetze an der Universität Halle ein und beendete sein Studium im Mai 1906 mit der zweiten theologischen Prüfung.

### Im Kaiserreich und in der Republik
Im Frühjahr 1909 wurde Goetze zum zweiten Pastor der Friedensgemeinde zu Küstrin gewählt. Das Amt trat er im Herbst 1909 an. Sohn Helmut wurde 1912 geboren, 1917 kam Tochter Ingeborg zur Welt. Wegen einer Gehbehinderung wurde Goetze im Ersten Weltkrieg nicht zur kämpfenden Truppe eingezogen, sondern als Lazarettpfarrer in Braunschweig verpflichtet, wo er für die Seelsorge der Verwundeten und Sterbenden zuständig war. Ab 1917 war Goetze Pastor an die Paulikirche in Braunschweig. Dort war es üblich, dem regierenden Herzog von Braunschweig-Lüneburg, Ernst August, einen Antrittsbesuch zu machen. Von 1917 bis 1922 war Goetze als Religionslehrer am Wilhelmsgymnasium in Braunschweig tätig. Aus religiösen Gründen setzte sich Goetze für den Erhalt der evangelischen Schulen ein. Ab 1923 war er Landesgeschäftsführer der konservativen Evangelischen Elternbünde, die in Opposition zu der linksgerichteten Braunschweiger Landesregierung standen. Immer wieder wurde Goetze von KPD-Anhängern schikaniert und auch tätlich angegriffen.

### Im NS-Staat

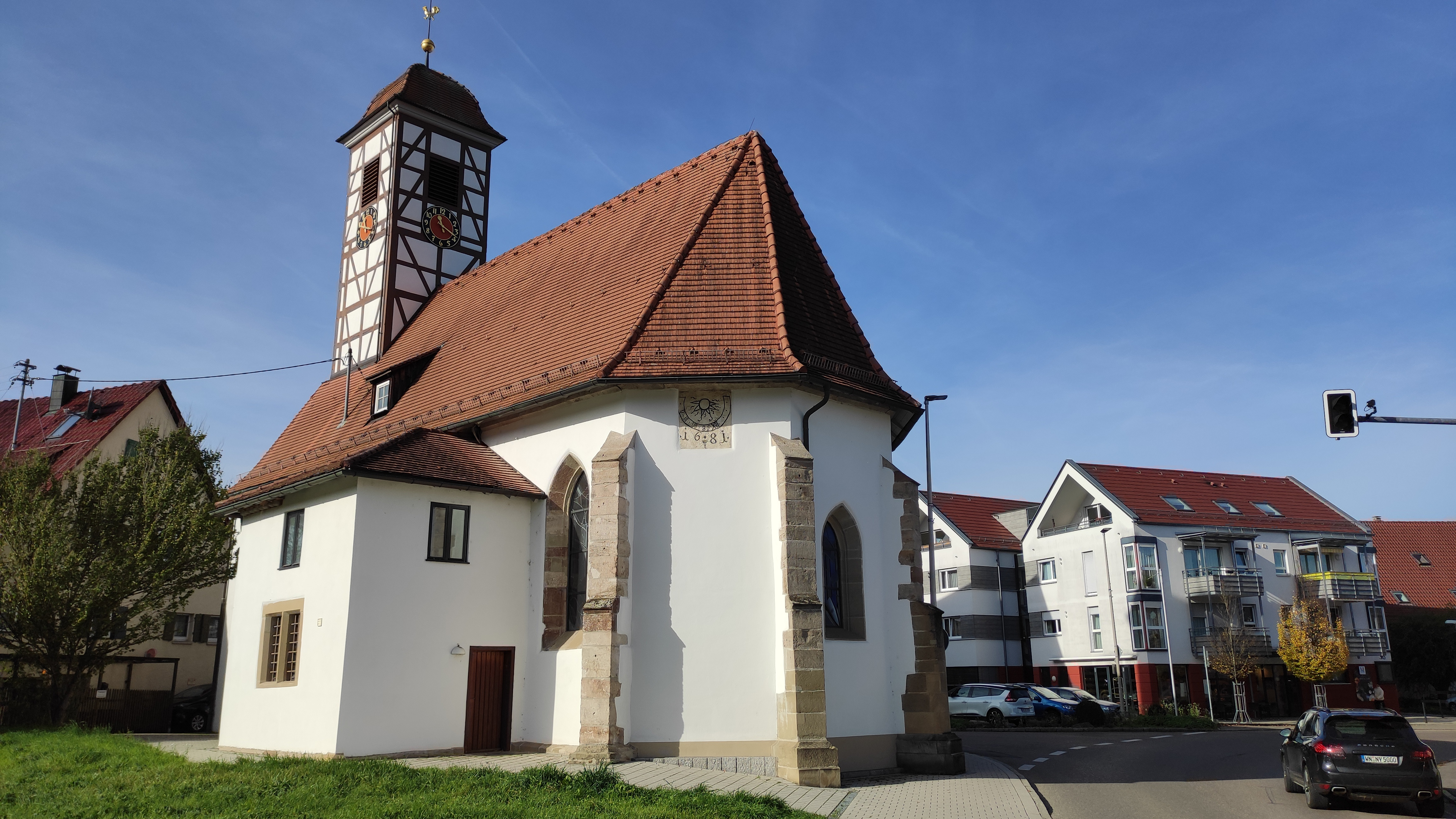
Dorfkirche St. Anna, Allmersbach im Tal, Wirkungsstätte Alfred Goetzes von 1943 bis 1953

Nach der Machtergreifung wurde der Evangelische Elternbund im Rahmen der so genannten Gleichschaltung 1934 verboten. 1935 starb Goetzes Ehefrau Elise (geb. Kleine) an einer schweren Krankheit. Im NS-Staat galt Goetze als Halbjude und wurde immer wieder angefeindet. Im Herbst 1934 wurde Goetze von der örtlichen NSDAP denunziert: Man warf ihm angeblich staatsfeindliche Predigten und eine „Verherrlichung des Judentums“ vor. Auch gab es Beschwerden wegen einer angeblichen Missachtung der Hitlerjugend. Tatsächlich engagierte sich Goetze für die Bekennende Kirche und warnte in Reden und Aufsätzen vor den Deutschen Christen, welche das Alte Testament und die Paulusbriefe verworfen hatten. 1936 lernte Goetze die ledige Lehrerin Aenne Löhnefink kennen. Wegen der Nürnberger Gesetze lehnten die Behörden die geplante Eheschließung ab. 1938 wurde seinem Sohn Helmut als Mischling zweiten Grades eingestuft. Dies führte dazu, dass die NS-Machthaber ihm den Zugang zum Pfarramt verwehrten, obwohl er sowohl die erste als auch die zweite theologische Prüfung erfolgreich absolviert hatte. Alfred Goetze protestierte gegen das Berufsverbot für seinen Sohn, doch alle Eingaben und Bitten waren vergeblich.
Nach den Novemberpogrome 1938 wurde Alfred Goetze von der Braunschweiger Kirchenleitung zwangsweise in den Ruhestand versetzt. Die Zwangspensionierung erfolgte am 10. November 1938, indem ihm ein Mitarbeiter telefonisch mitteilte, dass er bis auf weiteres beurlaubt sei. Die Maßnahme wurde einzig damit begründet, dass er halb jüdisch sei.
1942 konnte sein Sohn Helmut doch noch eine Pfarrstelle in Allmersbach im Tal antreten, da die Landeskirche in Württemberg eine deutlich oppositionelle Haltung gegen die NS-Kirchenpolitik eingenommen hatte und von Pfarrern geprägt war, die mit der Bekennenden Kirche sympathisierten. Als Helmut Goetze zur Wehrmacht eingezogen wurde, ernannte man Alfred Goetze zu seinem Stellvertreter. Helmut Goetze fiel bei Abwehrkämpfen im Februar 1943 bei Woronesch. Der frühe Tod des einzigen Sohns traf Alfred Goetze sehr hart. Durch Verfügung des Oberkirchenrats wurde er zum Amtsverweser ernannt. Auch in Allmersbach wurde Goetze von den Nationalsozialisten schikaniert, die mit allen möglichen Maßnahmen seine Gemeindearbeit blockieren wollten.
Als im April 1945 die Front immer näher rückte und die NSDAP-Funktionäre Kinder und Jugendliche für den Volkssturm und den Werwolf anzuwerben versuchten, trat ihnen Pfarrer Goetze energisch entgegen. Dies hätte dem Pfarrer eine Anklage wegen Wehrkraftzersetzung einbringen können. Dazu kam es aber nicht mehr, denn am 20. April 1945 näherten sich Soldaten der 100. Infanteriedivision der US-Armee Allmersbach, das nach kurzem Kampf eingenommen wurde.

### Nachkriegszeit
Nach Kriegsende blieb Goetze zunächst in Allmersbach, obwohl die Braunschweiger Kirche sich um seine Rückkehr bemühte. Die Landeskirche gab zu, dass dem Geistlichen bitteres Unrecht geschehen war, schob die Verantwortung jedoch auf die NSDAP. Im August 1945 wurde Goetze von der Stadt Braunschweig amtlich als Opfer des Faschismus anerkannt. Trotzdem wollte Goetze vorerst nicht nach Braunschweig zurückkehren, da sein Wohnhaus bei Luftangriffen 1944 schwer beschädigt und unbewohnbar war. 1945 konnte er endlich, nach fast 10 Jahren Beziehung, seine Partnerin Aenne Löhnefink heiraten. In der Nachkriegszeit kümmerte sich Goetze auch um katholische Heimatvertriebene und stellte seine Kirche für katholische Messen zur Verfügung. Goetze blieb bis zum Volkstrauertag 1953 Pfarrer in Allmersbach. Sein Nachfolger wurde Pfarrer Weißenstein von der Bahnauer Bruderschaft. Als der 74-Jährige 1954 doch noch nach Braunschweig zurückkehren wollte, erlitt er einen Schlaganfall am Stuttgarter Hauptbahnhof. Nach einem längeren Krankenhausaufenthalt blieb Goetze halbseitig gelähmt und lebte zurückgezogen in Braunschweig, wo er kurz vor seinem 80. Geburtstag verstarb. An seinem Grab hielten zwei Pastoren eine Trauerrede und schlossen sie mit den Worten: „Vergib, was wir Dir damals angetan haben.“

## Auszeichnungen
- Kriegsverdienstkreuz (Braunschweig)
- Rote Kreuz-Medaille